# 구소수간
구소수간(歐蘇手簡)은 금 말기 원의 두인걸(杜仁傑)이 송나라 구양수(歐陽脩)와 소식(蘇軾)이 주고 받은 척독(尺牘, 짧은 서간)을 모아 엮은 책이다. 서문, 목록, 본문의 순서로 되어 있고, 권1과 2는 구양수의 간찰, 권3과 4는 소식의 간찰이다. 
구양수는 정치가로 호를 취옹(醉翁), 또는 육일 거사(六一居士)라 했고, 소식은 호를 동파(東坡)라 하는데, 모두 당송 팔대가(唐宋八大家)에 속한다. 둘 다 66세를 살아 ‘구소’로 흔히 병칭된다. 
중국에는 원본이 남아있지 않지만, 편찬 이후 한국과 일본으로 유통되었다. 한국에서 《구소수간》은 고려 때 수용되어 적어도 조선 초에는 복간된 것으로 보인다. 
조선의 세종이 왕자 시절에 읽었던 책으로 알려져 있다. 세종이 왕위에 오르기 전에 병중에도 독서를 그치지 않아 부왕 태종이 모든 서책을 감추게 했는데, 세종은 병풍 사이에 남아 있던 구소수간을 찾아내어 30번 넘게 읽었으며, 즉위 후에도 이 책을 탐독했다고 한다. 이는 세종의 총명과 호학의 성품을 부각시키는 이야기로 널리 전했다. 

## 한국어 번역
2021년 한국의 도서출판 학자원에서 박황희, 박상수 옮김으로 번역 출판되었다. 